# We Don't Talk About Bruno
We Don't Talk About Bruno è un brano musicale della colonna sonora del film d'animazione Encanto, pubblicato il 19 novembre 2021.

## Descrizione
Il brano è stato scritto da Lin-Manuel Miranda ed è interpretato dalla cantante statunitense Adassa, dagli attori statunitensi Stephanie Beatriz, Rhenzy Feliz, Diane Guerrero e dai cantanti colombiani Mauro Castillo e Carolina Gaitán. Musicalmente We Don't Talk About Bruno è un pezzo pop latino che richiama le sonorità della guajira, dell'hip hop e della musica dance.

## Successo commerciale
Nella pubblicazione dell'8 gennaio 2022 il brano ha esordito alla 50ª posizione della Billboard Hot 100 statunitense con 12,4 milioni di stream ottenuti nei precedenti sette giorni. La settimana seguente è approdato al 5º posto dopo aver aumentato le sue consumazioni in streaming del 102%, divenendo la prima canzone di un film animato Disney ad apparire nella top five della classifica da Let It Go di Idina Menzel che ci riuscì nel 2014. Nella pubblicazione del 5 febbraio 2022 il brano ha raggiunto la vetta con 34,9 milioni di stream e 12 300 download digitali, divenendo il secondo pezzo targato Disney ad arrivare al vertice della Hot 100 da A Whole New World di Peabo Bryson e Regina Belle del 1993.
Nel Regno Unito We Don't Talk About Bruno è entrato nella Official Singles Chart al 66º posto della classifica datata al 6 gennaio 2022 con 11 974 unità di vendita. La settimana seguente è salita in top ten al 4º posto grazie ad altre 24 858 unità, per poi conquistare il primo posto della hit parade e sbaragliare ABCDEFU di Gayle dopo altre due settimane con un totale di 45 684 unità, divenendo la prima canzone originale Disney ad imporsi al numero uno in suolo britannico. È risultata la 3ª canzone più consumata nel paese durante la prima metà dell'anno con oltre 110 milioni di stream, inclusi 36 milioni derivati dalle riproduzioni video.

## Classifiche

### Classifiche settimanali
| Classifica (2022) | Posizione massima |
| ----------------- | ----------------- |
| Argentina         | 59                |
| Australia         | 5                 |
| Austria           | 49                |
| Belgio (Fiandre)  | 40                |
| Canada            | 3                 |
| Filippine         | 6                 |
| Francia           | 166               |
| Germania          | 71                |
| Grecia            | 41                |
| Irlanda           | 1                 |
| Islanda           | 3                 |
| Lituania          | 76                |
| Nuova Zelanda     | 4                 |
| Paesi Bassi       | 41                |
| Perù              | 89                |
| Portogallo        | 71                |
| Regno Unito       | 1                 |
| Singapore         | 13                |
| Spagna            | 38                |
| Stati Uniti       | 1                 |
| Sudafrica         | 34                |
| Svezia            | 40                |
| Svizzera          | 70                |
| Vietnam           | 75                |

### Classifiche di fine anno
| Classifica (2022) | Posizione |
| ----------------- | --------- |
| Australia         | 38        |
| Belgio (Fiandre)  | 197       |
| Canada            | 31        |
| Islanda           | 28        |
| Nuova Zelanda     | 44        |
| Regno Unito       | 11        |
| Stati Uniti       | 24        |